# Diocesi di Jinja
La diocesi di Jinja (in latino: Dioecesis Gingiana) è una sede della Chiesa cattolica in Uganda suffraganea dell'arcidiocesi di Tororo. Nel 2023 contava 960.100 battezzati su 4.750.000 abitanti. È retta dal vescovo Charles Martin Wamika.

## Territorio
La diocesi comprende il Busoga nella regione Orientale dell'Uganda.
Sede vescovile è la città di Jinja, dove si trova la cattedrale di San Giuseppe.
Il territorio è suddiviso in 33 parrocchie.

## Storia
Il vicariato apostolico di Kampala fu eretto il 10 giugno 1948 con la bolla Curas Nostras di papa Pio XII, ricavandone il territorio dal vicariato apostolico del Nilo superiore (oggi arcidiocesi di Tororo).
Il 25 marzo 1953 il vicariato apostolico è stato elevato a diocesi con la bolla Quemadmodum ad Nos dello stesso papa Pio XII.
Il 5 agosto 1966 ha ceduto una porzione di territorio all'arcidiocesi di Rubaga, che ha assunto contestualmente il nome di arcidiocesi di Kampala; ed insieme, per il trasferimento della sede da Kampala a Jinja, ha assunto il nome attuale.
Originariamente suffraganea dell'arcidiocesi di Rubaga (oggi arcidiocesi di Kampala), il 2 gennaio 1999 è entrata a far parte della provincia ecclesiastica dell'arcidiocesi di Tororo.

## Cronotassi dei vescovi
Si omettono i periodi di sede vacante non superiori ai 2 anni o non storicamente accertati.
- Vincent Billington, M.H.M. † (13 maggio 1948 - 3 maggio 1965 dimesso[3])
  - Sede vacante (1965-1967)
- Joseph Bernard Louis Willigers, M.H.M. † (13 luglio 1967 - 2 marzo 2010 ritirato)
- Charles Martin Wamika, dal 2 marzo 2010

## Statistiche
La diocesi nel 2023 su una popolazione di 4.750.000 persone contava 960.100 battezzati, corrispondenti al 20,2% del totale.
| anno | popolazione | popolazione | popolazione | presbiteri | presbiteri | presbiteri | presbiteri                | diaconi | religiosi | religiosi | parrocchie |
| anno | battezzati  | totale      | %           | numero     | secolari   | regolari   | battezzati per presbitero | diaconi | uomini    | donne     | parrocchie |
| ---- | ----------- | ----------- | ----------- | ---------- | ---------- | ---------- | ------------------------- | ------- | --------- | --------- | ---------- |
| 1950 | 124.445     | 660.000     | 18,9        | 81         | 12         | 69         | 1.536                     |         |           | 73        | 16         |
| 1970 | 188.229     | 897.638     | 21,0        | 38         | 6          | 32         | 4.953                     |         | 40        | 73        | 33         |
| 1980 | 217.000     | 1.080.000   | 20,1        | 35         | 15         | 20         | 6.200                     |         | 28        | 53        | 18         |
| 1990 | 334.268     | 1.466.705   | 22,8        | 58         | 32         | 26         | 5.763                     |         | 85        | 53        | 19         |
| 2000 | 541.871     | 2.197.900   | 24,7        | 82         | 48         | 34         | 6.608                     |         | 169       | 129       | 19         |
| 2001 | 571.014     | 2.263.837   | 25,2        | 82         | 48         | 34         | 6.963                     |         | 179       | 113       | 20         |
| 2002 | 588.061     | 2.331.752   | 25,2        | 82         | 48         | 34         | 7.171                     |         | 157       | 114       | 21         |
| 2003 | 603.890     | 2.554.348   | 23,6        | 84         | 51         | 33         | 7.189                     |         | 48        | 122       | 21         |
| 2004 | 618.199     | 2.630.974   | 23,5        | 85         | 52         | 33         | 7.272                     |         | 195       | 126       | 21         |
| 2006 | 649.094     | 2.717.746   | 23,9        | 89         | 57         | 32         | 7.293                     |         | 206       | 153       | 21         |
| 2007 | 664.757     | 2.829.278   | 23,5        | 93         | 55         | 38         | 7.147                     | 2       | 189       | 145       | 21         |
| 2013 | 780.521     | 3.407.000   | 22,9        | 110        | 62         | 48         | 7.095                     |         | 245       | 180       | 21         |
| 2016 | 800.678     | 3.967.868   | 20,2        | 116        | 71         | 45         | 6.902                     |         | 250       | 182       | 21         |
| 2019 | 887.904     | 4.200.168   | 21,1        | 124        | 69         | 55         | 7.160                     |         | 295       | 245       | 25         |
| 2021 | 904.108     | 4.473.000   | 20,2        | 136        | 81         | 55         | 6.647                     |         | 318       | 300       | 26         |
| 2023 | 960.100     | 4.750.000   | 20,2        | 149        | 87         | 62         | 6.443                     |         | 364       | 355       | 33         |